# 洛阳市豫剧团
洛阳市豫剧团是位于洛阳市的一家豫剧表演团体，剧团地址位于洛阳市老城区周公路23号。

## 简介
洛阳豫剧团的艺术流派特点是以著名豫剧表演艺术家马金凤为代表，形成了高亢、明快、刚健、豪爽的艺术风格。1956年马金风首次率团到北京汇报演出《穆桂英挂帅》等剧，受到热烈欢迎，并被誉为“洛阳的牡丹”。

## 主要演员
全团有会员20余人，主要演员有：
- 赵晓梅：全国“牡丹奖”金奖获得者、国家一级演员
- 王贵：全国豫剧十大名丑、国家一级演员
- 李光海：全国“国花杯”金奖获得者、国家二级演员
- 关美丽：河南省戏曲大赛一等奖获得者
- 洛阳市“十佳”演员：朱秀珍、李文阁、张松晓
- 吴金霞：优秀青年演员、河南省戏曲大赛银奖得主
- 青年演员：王勇、康平、李青存、胡俊强

## 主要剧目
- 《穆桂英挂帅》，获全国优秀戏曲剧本奖，河南省首届戏剧汇演剧本、演出、导演、音乐舞美一等奖，1958年由上海电影制片厂改拍成电影；
- 《花枪缘》，1985年由西影拍成彩色电影；
- 《杨八姐游春》
- 《花打朝》，获河南省庆祝建国30周年献礼演出荣誉奖，1982年与香港金马电影公司合作拍成彩色影片《七奶奶》；
- 《情系小浪底》，1998年获河南省戏曲大赛铜奖、乐队伴奏奖、舞美奖，2000年获河南省“五个一工程奖”；
- 《抬花轿》
- 《麦苗郎》
- 《清风亭》
- 《桃花庵》
- 《墙头记》
- 《屠夫状元》
- 《秦雪梅吊孝》
- 《三哭殿》

## 参看
- 豫剧团列表